# 俄罗斯—顿涅茨克关系史
俄顿关系史是叙述俄罗斯和乌克兰顿内次克州在历史上的关系。
1917年俄国革命期间，在如今的乌克兰东部和东南部曾短暂建立过頓涅茨克-克里沃羅格蘇維埃共和國。然而，该政权未获得包括苏俄在内的其他国家承认。1918年3月20日，该政权在第二届全乌克兰苏维埃代表大会上解散。蘇聯成立後，今天顿涅茨克州的版圖大致均在烏克蘭蘇維埃社會主義共和國管轄下，不屬於俄羅斯蘇維埃社會主義共和國管轄。
蘇聯解體後，顿涅茨克州按蘇聯加盟共和國國界劃歸烏克蘭共和國，不屬於俄羅斯聯邦管轄。
2014年，頓巴斯戰爭期間，頓巴斯親俄武裝在俄军扶植下成立顿涅茨克人民共和国。2022年俄軍全面入侵烏克蘭前夕，俄羅斯聯邦普京当局宣布承认頓涅茨克人民共和國为“独立国家”，其后在當地操縱進行了不受國際承認的公投，俄羅斯聯邦吞并頓涅茨克，遭国际社会强烈谴责。

## 顿巴斯的起源
顿巴斯地区的世居民族为乌克兰人。该地虽然在俄国统治时期的殖民政策下经历过多轮种族清洗，然而时至今日，该地区人口依然以乌克兰族为主。此地移入俄族人口主要分布于大城市，在这种情况最甚的顿内次克市，俄族人口约与乌克兰族人口大致相当。而在其他区域，则以乌克兰族占多数，顿内次克州全州人口中，仅约38%系俄族。

### 奥斯曼帝国
这段时期的历史纪录很少。可以确定的是，在1470年代和1480年代间，奥斯曼帝国的势力首先掌握克里米亚半岛，再进入乌克兰。到了16世纪和17世纪，奥斯曼帝国统治乌克兰南部的所有省份，包括尼古拉耶夫、泽森、扎波罗热、顿涅茨克。在一些土耳其的地图上，甚至较大的中部省份如第聂伯罗彼得罗夫斯克和基洛沃格勒也包括其中。
而在乌克兰南部省，城市于1780年代和1790年代开始兴建，恰逢俄土战争之後的时期。
随着後期俄土战争爆发，俄罗斯帝国对奥斯曼帝国节节胜利，以及波兰立陶宛联邦的同步衰弱。俄罗斯帝国对扎波罗热进行破坏，并在此地建新俄罗斯:p.91。
1764年，帝俄政府取消了塞尔维亚和斯洛博达边境地区，从酋长国合并15个南部地区，并创建一个新省新俄罗斯省。该省覆盖了亚速和黑海之间的整个领土，这个新征服的地区人烟稀少，因此为了鼓励移民，叶卡捷琳娜二世为定居者提供了4000英亩土地的诱人条件。1796年，该地区的人口中80%为乌克兰人和俄罗斯人。顿巴斯地区则位于新罗斯省内:p.91。

### 帝俄

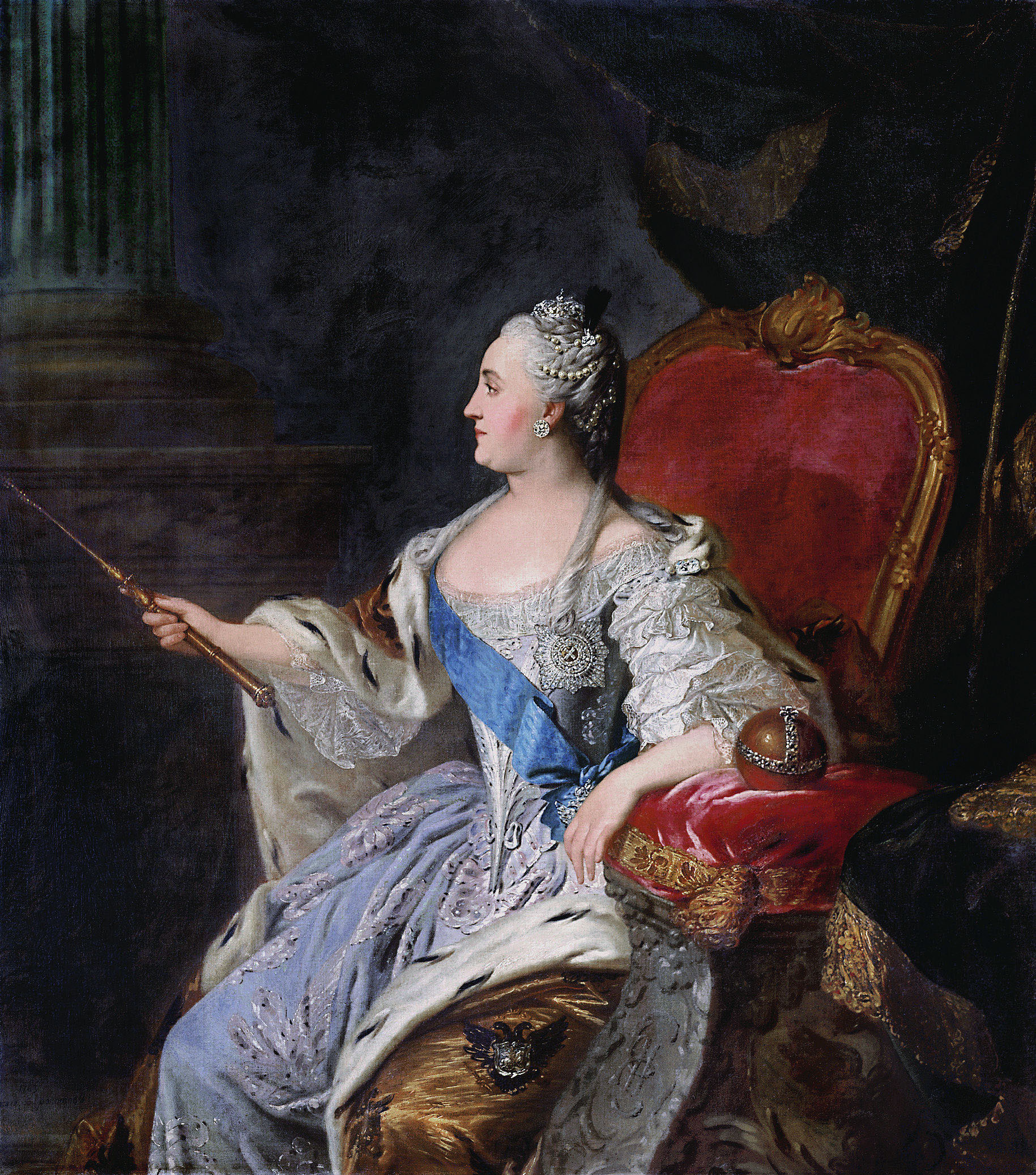
叶卡捷琳娜二世将顿巴斯地区并入帝俄的领土

直到18世纪末，沙皇叶卡捷琳娜二世将顿巴斯列入俄罗斯帝国的领土。帝俄政府称这一块地区小俄罗斯（Malorossija），也被称为新俄罗斯（Novorossija）。顿巴斯的边界规模各不相同，大顿巴斯本身包含卢干斯克省和顿涅茨克省，再到哈尔科夫延伸到马里乌波尔。
顿巴斯在俄罗斯帝国的统治下鼓励移民，直到工业化时期，该地区的人口迅速增长。俄罗斯的工业化更早于乌克兰，俄罗斯将乌克兰视为原材料供应地:p.92-94。
18世纪末，俄罗斯成为世界最大的铁生产国和出口国。19世纪初，俄国在技术发展和乌拉尔缺乏煤炭之後，并与西方的差距扩大，俄罗斯当局便寻找新的地方。顿巴斯的煤炭虽然在1721年就被发现，但因为交通不便，乌拉尔山脉的优先开采，顿巴斯地区没有工业基础。到了1860年代和1870年代，铁矿、煤矿和铁路部门得到改善，随着亚历山大二世时期兴盛的资本主义，顿巴斯大力发展重工业。1900年，帝国的56.3%的铁和68.1%的煤炭来自该地区。顿巴斯因此成了帝国的工业重点:p.92-94。
顿巴斯的高速發展使得大量人口涌入。然而，工业的发展吸引了俄罗斯人到矿山和工厂，当地乌克兰人更喜欢在农场工作。据统计，只有37%的农民工来自乌克兰其他省份，其余工人来自俄罗斯不同地区。1900年，顿巴斯地区55%以上的冶金、铁路和煤炭工人都是俄罗斯人。因此，这造成乌克兰人和俄罗斯人的人口平衡改变，更有利于俄罗斯人:p.92-94。

## 1910年代的俄国革命
1917年11月7日，俄罗斯临时政府被推翻，乌克兰人民共和国成立:p.97-98。
随后乌克兰中央拉达宣布叶卡捷林诺斯拉夫省、哈尔科夫省和赫尔松省都是乌克兰人民共和国的管辖范围，也就是顿巴斯大部分地区都属于乌克兰人民共和国的领土。而东部的地方苏维埃反对中央拉达的文告:p.97-98。
1917年11月16日，顿涅茨克-克里沃罗格地方苏维埃执行委员会推动宣传工作，目的是将整个顿涅茨克-克里沃罗格矿区和哈尔科夫留在俄罗斯共和国的版图内。但是短短几州，委员会的意见从并入俄国转为支持独立:p.97-98。
11月30日，顿涅茨克-克里沃罗格矿区苏维埃中央执行委员会发表声明，拒绝承认乌克兰人民共和国和中央拉达的权力:p.97-98。
1918年1月27日至30日间，顿涅茨克-克里沃罗格矿区苏维埃召开代表大会。包括阿尔乔姆在内的部分代表主张立即独立，并与俄国政府策划的「乌克兰苏维埃共和国」分开。1918年2月，顿涅茨克-克里沃罗格社会主义共和国成立（以下简称顿涅茨克共和国）。该共和国的管辖范围为现今的顿涅茨克州、卢甘斯克州和哈尔科夫州:p.97-98。

### 共和国的解散

列宁认为在顿巴斯盆地的小共和国并不符合改造乌克兰的计划

共和国的建立遭到以列宁为首的布尔什维克党中央的反对。成立初期就已惹来列宁的不满。他写信给谢尔戈·奥尔忠尼启则，指责顿巴斯的一些人在玩弄独立。
1918年3月17日至19日，在叶卡捷琳诺斯拉夫召开了全乌克兰工人、士兵和农民代表大会。大会做出新决议：将顿涅茨克-克里沃罗格社会主义共和国并入乌克兰苏维埃共和国。
后来的事件让俄国和顿涅茨克共和国都未能实现计划。德意志帝國陸軍进入乌克兰并打到顿巴斯。1918 年 4 月中旬，共和国的首都被德军占领。随着德国在第一次世界大战中战败撤出顿巴斯，随后顿巴斯又被白军占领，直到红军在1920年初重新控制顿巴斯:p.97-98。
俄国红军在占领顿巴斯后，此时俄国国内对未来顿巴斯地位的问题出现激烈争论。一个派系主张恢复独立的共和国，也就是苏维埃式的共和国继续存在。另一派系却主张南俄各州应联合共组乌克兰苏维埃共和国:p.97-98。
由于列宁认为「应该提高乌克兰工人阶级的比例，否则难以改造这个农业国家」。布尔什维克党中央最终介入了两派争端，并做出让顿涅茨克共和国划入乌克兰苏维埃共和国的领土:p.97-98。
1919年2月17日，苏维埃国防委员会做出决议。
“责成斯大林同志通过中央委员会局 ( Бюро ЦК) 撤销顿涅茨克-克里沃罗格矿区”:p.97-98。
至此，在列宁为首的布尔什维克党对民族自决原则的坚持，从满足乌克兰政治精英的要求和提高「工人阶级百分比」的角度考虑，坚持撤销顿涅茨克共和国，并将顿巴斯地区从俄罗斯苏维埃规划至乌克兰苏维埃:p.97-98。顿涅茨克共和国解体。

## 苏联统治下的顿巴斯

### 乌克兰化
苏联政府掌权後，很快在各地的统治区大力推行「本土化」政策，要求各地政府机关积极推广民族语言。俄共布尔什维克第12次代表大会发布通告，颁布法令在非俄罗斯族居民的地区强制学习当地民族语言，对不从学习者要用「最严厉的革命手段予以追究和惩治」。俄共12大正式宣布本土化政策为苏联在民族问题上的主要方针:p.6-10。
1920年10月10日，斯大林正式宣布了苏维埃的本土化政策，该政策要求边疆地区的法院、行政机关等应尽可能由熟悉当地语言的人组成。1923年春天，俄共布尔什维克第12次代表大会更让本土化政策成型，会上还竭力谴责了过往的大俄罗斯沙文主义和殖民主义:p.6-10。
在乌克兰苏维埃社会主义共和国的本土化被称为「乌克兰化」。在党务机关和公务机关中，公职人员被要求学习乌克兰语并下达学习期限。1923年6月1日，在乌克兰的中央政治局会议上，乌共落实俄共的指令，通过了推广乌克兰语的决议。1923年4月—1924年4月这段时期达成法令方面的乌克兰化。法令规定，1923年8月1日起禁止接受只会俄语的人进入国家机关工作；对於还在国家机关的人，学习期限定在1924年8月1日，如公职人员只会俄语还学不会乌克兰语者一律免职:p.6-10。
1920年代，强制乌克兰化在顿巴斯地区获得强烈反弹。当时的乌共中央第一书记克维林态度消极，他甚至早在1918年主张顿涅茨克和克里沃罗格州脱离乌克兰。虽然克维林并不是反对乌克兰化，但也表示对民族主义的担忧，他担心共产党的乌克兰化可能变成彼得留拉的乌克兰化:p.6-10。
克维林因推动乌克兰化的工作缓慢被开除第一书记，接替者卡冈诺维奇是一名忠心的斯大林主义者。接着，乌共中央全会于1925年4月成立了乌克兰化委员会，并颁布了一项《苏维埃机关立即进行全面乌克兰化的措施》的决议。为了彻底推动苏联的本土化政策，乌共采取了3大举动如下:p.6-10：
1. 党组织出版物和中央机关刊物都以乌克兰语出版，会议全面使用乌克兰语。
2. 在乌克兰各州成立地方党委，由乌克兰化地方党委监督乌克兰语的使用情况。
3. 强调强制的必要性。

至此乌克兰化政策被强制实行，这种措施也推广到小学教育。乌共政治局甚至在写给斯大林的信中夸奖卡冈诺维奇在强制乌克兰化的进展不可抹灭：「乌克兰以前的任何一位政治书记在推行乌克兰化时都没有采取如此强有力的进逼」:p.6-10。
1920年代末至1930年代，随着斯大林的新经济政策即将终结，乌克兰化的政策的减缓下来:p.13。

### 乌克兰化的逆轉
1930-1932年，在该州巴赫穆特市举行了对被指控为乌克兰民族主义者的教师的审判。布尔什维克逮捕并枪杀了当时还活着的所有乌克兰解放斗争活动家。1930年代中期，全市图书馆70%的藏书被烧毁（當中大多為烏克蘭語書籍）。而在乌克兰大饥荒中，仅巴赫穆特一地就有死者至少3255人。

## 頓巴斯戰爭
2014年烏克蘭危機中，頓巴斯戰爭爆發。由俄国公民，FSB特工基尔金为领导的一些俄国武装分子在乌克兰多地发动武装袭击，企图夺取政权并将土地并入俄罗斯。这期间，虽然俄罗斯普京政权在官方层面上没有承认这些武装分子在顿巴斯建立的一系列伪政权，然而实际上则积极派兵进行帮助。在乌克兰军方的反恐行动中，曾缴获过是时仅有俄军装备的T-72B3主战坦克，甚至还曾出现过俄伪军拍片展示“缴获自乌军”的主战坦克，结果影片中却出现了俄国进口自法国泰雷兹集团的“松树-U(Сосна-У)”瞄准设备，风传感器，以及“接触”-5反应装甲，说明这辆坦克明显是仅有俄军装备的T-72B3的情况。
这一时期，俄军和其傀儡政权主导过多次暴力事件。2014年4月28日，顿内次克市发生了反对俄罗斯入侵的和平示威，结果俄伪军暴力驱散了抗议民众。
至2022年俄军对乌克兰发动全面入侵，欧安组织团队撤出前，其在顿巴斯地区进行的混合战争总共造成了双方约14000人死亡。这其中，约有3000人是平民，而其中近1/10是被俄军第53旅在MH-17事件中发射导弹一次性杀害。

## 备注
在1910年代的日本书面文件中，欧洲各国都以汉字标记。乌克兰直接使用片假名。十月革命後日本政府以「劳农政府（日语：労農政府）」称呼当时的俄罗斯苏维埃。在苏联1922年成立以前，本文以俄罗斯共和国代称避免混淆。
中国社科院的文献使用「俄罗斯共和国」、「顿涅茨克克里沃罗日共和国」称呼双方；梵蒂冈的亚洲新闻社使用「顿涅茨克-克里沃罗格社会主义共和国」，本文使用这一称呼。